# نیشکا بانگا
نیشکا بانگا (به صربی: Niška Banja) یک منطقهٔ مسکونی در صربستان است که در ناحیه نیشاوا واقع شده‌است.